# Renúncia de Saragossa (1137)

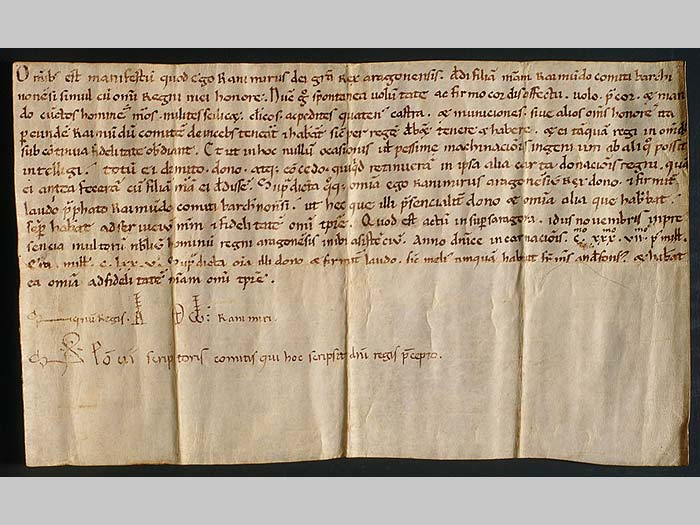
Renúncia de Saragossa
(13 de novembre del 1137)

La Renúncia de Saragossa és un anunci d'abdicació públic del rei Ramir II d'Aragó als seus súbdits fet el 13 de novembre del 1137 a El Castellar (Torres de Berrellén), prop de Saragossa, on els comunica que ha fet donació de la seva filla i del regne al comte Ramon Berenguer IV. Mitjançant aquest document el rei Ramir II d'Aragó pràcticament cedia la potestas (poder) reial al comte Ramon Berenguer IV, reservant-se tan sols la fidelitat que el comte de Barcelona li devia a Ramir II com a sogre.

## Context
El tractat s'emmarca en la problemàtica sorgida arran del Testament d'Alfons I d'Aragó (1131) per la seva successió. El Regne de Saragossa es trobava ocupat per les tropes del rei Alfons VII de Castella, però la Santa Seu exigí l'acompliment del testament i l'entrega efectiva de les rendes que generaven els regnes que havien estat sota el domini del rei d'Alfons I d'Aragó als ordes militars. Per tal de concebre un successor, Ramir II d'Aragó s'havia casat amb Agnès de Poitiers, la qual acabava d'engendrar no un mascle, sinó una femella, Peronella d'Aragó, nascuda l'11 d'agost del 1136. Davant d'aquesta situació s'acordà el Tractat d'Alagón (1136) mitjançant el qual es pactà el casament entre el fill primogènit del rei Alfons VII de Castella, i l'acabada de néixer Peronella d'Aragó (que de resultes del tractat s'havia de passar a anomenar Urraca). El fet que suposava que a llarg termini els regnes d'Aragó passarien a la Corona de Castella. A canvi, Alfons VII de Castella retornava la sobirania efectiva sobre el Regne de Saragossa a Ramir II d'Aragó, qui al seu torn en cedia el control i la defensa a Alfons VII de Castella, sempre que quan morís el retornés a Ramir II d'Aragó, que n'havia esdevingut el sobirà efectiu, tot i que a la llarga passaria a la seva filla Peronella (Urraca), i pel matrimoni pactat, a Sanç de Castella, primogènit d'Alfons VII de Castella.

## Pacte de casament
La noblesa aragonesa rebutjà el casament de Peronella amb el fill Alfons VII de Castella, temerosos de caure sota el domini de Castella. Des del 24 d'agost del 1136, a l'11 d'agost del 1137 es va forjar un pacte entre Ramon Berenguer IV de Barcelona i Ramir II d'Aragó per tal de casar al jove comte de Barcelona amb la filla del rei, Peronella d'Aragó, que tenia un any d'edat. L'11 d'agost del 1137 a Barbastre el rei Ramir II d'Aragó donà a la seva filla per muller amb tot el seu regne al comte Ramon Berenguer IV de Barcelona. Quedaven en llei i força els seus furs, costums i usatges com en temps dels seus precedessors havien tingut els aragonesos. En cas de mort de la filla, el comte Berenguer conservaria el regne i la fidelitat dels seus homes sense cap contradicció i el tindria després de la mort del rei. Per la seva part, el rei Ramir seria rei, senyor i pare al regne i als comtats del comte de Barcelona. Setze dies més tard, el 27 d'agost del 1137, el rei Ramir II d'Aragó confirmà a Ayerbe la declaració feta als Capítols matrimonials de Barbastre (1137) i feu carta pública on es comprometia a no fer mai més cap donació de terres si no comptava amb l'aprovació del comte Ramon Berenguer IV, i si en feia cap més sense el consentiment del comte, la donació seria considerada nul·la

## La renúncia pública de Saragossa
El 13 de novembre del 1137, uns tres mesos després del pacte matrimonial, Ramir II d'Aragó comunicà als seus súbdits que havia fet donació de la seva filla i del seu regne al comte Ramon Berenguer IV de Barcelona. L'historiador Antonio Ubieto Arteta interpreta el document com un pas més del rei Ramir II d'Aragó en el deixament de l'exercici de drets i prerrogatives.
| « | És de tots conegut que jo Ramir, per la gràcia de Déu rei dels aragonesos, vaig donar la meua filla a Ramon, comte dels barcelonins juntament amb tot l'honor del meu regne. Ara també, amb lliure voluntat i forta estima de cor, vull, ordene i mane a tots els meus homes, cavallers, clergues i peons, que els castells i fortificacions i tots els altres honors els tinguen i posseesquen d'ací endavant pel mateix comte Ramon com per rei deuen tenir i posseir, i que li guarden obediència i fidelitat contínuament en totes les coses així com a rei. I per tal que contra açò res no puga ser pensat o maquinat per ningú, li done, atorgue i concedesc tot allò que m’havia reservat en aquella mateixa carta de donació que li havia fet primer, en lliurar-li la meua filla. Jo, Ramir, rei dels aragonesos dono i atorgue tot allò que he esmentat, i li ho ratifique fermament al citat Ramon, comte dels barcelonins, per tal que el que ara li done i el que ja tenia ho retinga perpètuament al meu servei i fidelitat. Fou fet més amunt de Saragossa en els idus de novembre (13 de novembre), en presència de molts homes nobles del regne dels aragonesos assistents a l'acte, en l'any de l'encarnació del Senyor CXXXVII després del mil·lenni (1137), any de l'era de mil CLXXV(era hispànica 1175). Totes les coses sobredites dono i fermament laudo com millor les va tenir alguna vegada el meu germà Alfons, i perquè les tinga totes perpètuament sota la fidelitat que em deu. Signe del rei Ramir [+ Signe de] Ponci, escrivà del comte, que ho va escriure per orde del rei. | » |

### Interpretació
Amb aquests document es completava el procés successori:
- potestas (poder) reial d'Aragó: Ramir II va entregar la potestas a Ramor Berenguer IV com a rei, que a partir d'aleshores va esdevenir governant i exercí el principatum (sobirà) sobre els barons.
- honor (propietat) reial d'Aragó: Ramir II va entregar la seva filla amb el seu regne a Ramon Berenguer IV. El regne d'Aragó tan sols passaria a Ramon Berenguer IV en el cas que Peronella morís, però donat que això mai no succeí, la propietat del regne fou sempre de la seva muller, Peronella. Ramir II es reservà la propietat de les esglésies. Ramir II no va poder entregar la propietat del regne a Ramon Berenguer perquè les terres patrimonials del rei, la terra regis, tan sols podien donar-se als membres de la família reial aragonesa, i Ramon Berenguer IV no va ni integrar-se, ni formar part de la casa aragonesa. En ser marit de Peronella d'una banda, i rebre la donació del regne per part dels Ordes militars de l'altra, va exercir el dominatum, com a senyor propietari del regne d'Aragó, però en darrer terme, la propietat de la terra regis fou de Peronella, que en el seu testament el donà al seu fill, el futur rei Alfons el Cast, tot confirmant el testament de Ramon Berenguer IV.
- dignitat (títol) reial d'Aragó. El comte de Barcelona mai no va rebre la dignitat reial, que Ramir II es reservà per ell com a rei emèrit. Inclús després de la mort d'aquest, el 1157, el comte de Barcelona no va prendre la dignitat reial. La dignitat (títol) que prengué Ramon Berenguer IV fou la de Príncep (sobirà) dels aragonesos i Dominador del regne dels aragonesos, dignitats que Ramon Berenguer IV sempre va posar en lloc secundari per darrere del seu títol principal i més important, el de ser Comte de Barcelona.

## Còpies i manuscrits
Del manuscrit se'n feren diverses còpies coetànies i algunes posteriors.
- (A).
- (B). Còpia coetània (ACA, Pergamins de Ramón Berenguer IV, carpeta 35, núm. 85)
- (C). Còpia de la segona meitat del segle xii (ACA, Pergamins de Ramón Berenguer IV, carpeta 35, núm. 86bis)
- (D). Còpia al Liber feudorum maior (ACA, Liber feudorum maior, fol. 5-6)

La còpia (C) que se'n va fer pel Liber feudorum maior titula el document: Instrumentum quo rex Ramirus deliberavit inclito comiti Barcinonensi quidquid in Regno Aragonis retinuerat